# Victor Solomon

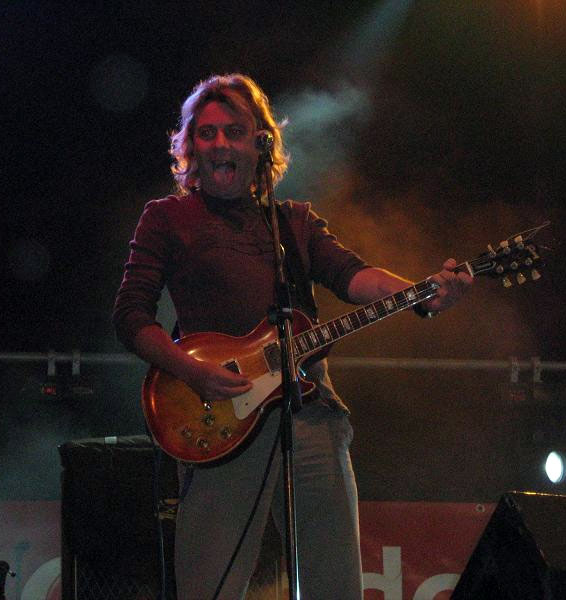
Victor Solomon: chitarist, compozitor, textier, orchestrator

Victor „Solo” Solomon este un chitarist român, membru al UCMR - ADA ( Uniunea Compozitorilor și Muzicologilor din România ) și CREDIDAM  ( Centrul Român pentru Administrarea Drepturilor Artiștilor Interpreți ). A apărut în peste 16 de videoclipuri muzicale, a imprimat și colaborat ca și compozitor-textier-orchestrator și interpret pentru foarte multe producții audio ( albume de studio, muzică de film, spoturi publicitare ) și are la activ o carieră concertistică de aproape 30 de ani în țară și peste hotare, alături de nume grele din showbizul național și internațional. A debutat pe scenele mari ca și chitarist principal în formația rock brașoveană Conexiuni, a fost membru fondator și chitaristul trupei Bosquito și actualmente este liderul trupei Bandidos.

## Copilăria și adolescența
Se naște în Slănic Prahova în 06.07.1969. De mic copil a dovedit o înclinație deosebită pentru muzică iar chitara electrică a fost prima iubire. A învățat să o acordeze și să-i cânte strunele de unul singur ( autodidact ), fascinat fiind de Ritchie Blackmore ( Deep Purple ) pe care-l considera „tatal sau” în ale chitarei. Talentul nativ avea să-și spună cuvântul: la 14 ani era deja invitat constant de către floarea scriitorilor vremi ( Fănuș Neagu, Nichita Stănescu, Ion Băieșu) să participe la faimoasele cenacluri literare ținute în adâncurile salinei Slănic. Marii poeți și scriitori declamau sau își citeau operele in timp ce el și chitara sa asigurau fondul muzical.
La 16 ani intemeiază propria trupa, numita Necton. La 17 ani organiza spectacole artistice – inspirate de fenomenul Cenaclul Flacăra – la casa de cultura Slănic Prahova. Spectacolele se desfășurau cu casa inchisă ( sold out ) și durau și câte 6 ore. La 18 ani preda chitara la Școala Populară de Artă Plopeni.

## Perioada Brasov 1990 - 2000
La 20 de ani sosește în Brașov pentru o probă de chitarist la formația Conexiuni. Este cooptat pe loc și va rămâne membru activ până în 2000 când părăsește oficial grupul. Conexiuni era una din cele mai în vogă trupe rock ale anilor ’90, participând cu succes la toate festivalurile din țară, caștigători ai premiilor: Cel mai bun grup de rock, Cea mai buna prestație live, Cel mai bun chitarist. Au participat și la festivalurile internationale Rock 92, Rock ‘93, Skip Rock ’94 având ocazia să concerteze alături de nume mari ca: Uriah Heep, Scorpions și Saxon. Alături de colegii săi compune, imprimă și editează trei albume:

### Discografie Conexiuni
- 1993 Tot ce-aș vrea sa-ți spun
- 1996 Viața de rocker
- 1999 Lumea Marionetelor
În perioada ‘92-‘99 participă ca și chitarist în proiectul blues Grup 74, susținând multe recitaluri la festivalurile de profil. În 1999 denumirea grupului se va schimba devenind Albiter Blues Company. Tot în ‘99 trupa scoate un disc live ce conține înregistrări din timpul Festivalului de Jazz și Blues din Brașov 1995.
In 1996 apare pe piață și primul proiect solo. Sub titulatura Solomon Band, editează un album denumit sugestiv Solocaust. Succesul avut îl determina ca după numai un an să înceapă lucrul la cel de-al doilea album rezultând astfel 10 piese noi, editate într-o manieră foarte personala. Deși marile case de discuri se arată foarte interesate de material, el amână din motive personale scoaterea lui pe piață. Anul 1999 îl găsește in propriul studio unde secondat de Vichi Stephanovici pusese bazele unui audio-business ce avea ca și target piața spoturilor publicitare muzicale.

## Perioada Bosquito. Mutarea în București
În 1999 simte nevoia de o schimbare majoră și alături de Radu Almasan (voce) și Vichi Stephanovici (bas-voce) pune bazele faimosului grup Bosquito. Succesul vine aproape imediat, piesele Bosquito devenind  peste noapte hituri, trupa ajungând sa fie solicitata la toate toate evenimentele majore. Pentru a putea face față la cel mai înalt nivel al showbiz-ului românesc, decide alături de colegi să se mute în București.

### Discografie Bosquito
- 2000 Bosquito
- 2002 Sar scântei
- 2003 Cocktail Molotov
- 2004 Fărâme din soare         

#### 2002 - 2004. Proiecte și colaborări
În toată perioada Bosquito, Victor Solomon a fost invitat să participe în extraordinar de multe proiecte muzicale. Amintim aici trupa Hi-Q, pentru care a imprimat cu chitara pe absolut toate albumele trupei; Marius Moga îl invită să colaboreze pentru mai multe proiecte, ei semnând împreună compoziția melodiei ce a dat numele serialului  “Secretul Mariei” difuzat de Acasă tv. În 2004 Ștefan Hrușcă îl invită să înregistreze cu chitara pentru albumul “Iarăși flori dalbe” ( albumul va apărea în 2005 ) iar Ovidiu Lipan Țăndărică il invită să imprime pe albumul aromâno-etno-rock „Bachița”, alături de Stelu Enache. Tot în 2004 este invitat să imprime niște chitare într-un proiect funky-dance despre care nu auzise nimeni mai nimic: O-Zone. Câteva luni mai târziu piese ca Dragostea din tei, Despre tine, ajung hituri difuzate de întreaga media; Dragostea din Tei ajunge number one in Europa.
Laura Stone apelează la el pentru compunerea unui material muzical.Una din melodii „La balada della donna” se face imediat remarcată și ajunge până la urechile lui Quincy Jones. Acesta se declară încântat de piesa dar recomandă reorchestrarea ei într-o manieră mai pasională. Astfel îl recomandă pe Antonio Fidel  ( basist Tina Turner în turneele sale europene și unul din cei mai mari orchestratori europeni ) ca și orchestartor iar imprimările urmează să aibă loc in Spania. Victor Solomon este invitat în studioul lui Quimi Portet ( faimos chiatrist catalan), undeva langa Barcelona, pentru a participa activ la reorchestrarea propriei compoziții. Este de menționat și faptul că piesa „La balada dell donna” compusa de Victor Solomon, a fost propusa pentru imnul UNICEF.

##### 2005, plecarea în SUA și destrămarea trupei Bosquito
În 2005 trupa Bosquito pleacă în SUA. Pentru o perioada de 4 luni trupa va locui în Hollywood, California, în căutarea succesului internațional. Pe toată această perioadă trupa are o activitate concertistică de invidiat, sub numele de Acoustic Bullet : Hardrock Caffe, Viper Room ( pe celebrul Sunset boulevard ), House of Blues ( tot pe Sunset), Knitting Factory ( Hollywood boulevard) și altele. În iulie 2005, după întoarcerea în țară, mai participă alături de Bosquito la câteva concerte, până la destrămarea trupei și plecarea definitivă a lui Radu în SUA.

## Perioada 2005 – 2009. Trupa Bandidos și alte proiecte
În toamna lui 2005 este invitat de Conexiuni să participe la un concert în deschiderea trupei Europe. În 2006 alături de Vichi Stephanovici, Mișu Constantinescu si Tica Alexe ( vocal Sfinx Experience) scoate sub titulatura Sfera albumul rock Ne doare-n cot!. În toamna lui 2006 pune bazele trupei Bandidos cu care va scoate în 2007 albumul Nu-mi dai scăpare!. 
Tot in 2007 Victor Socaciu îl invită să imprime și să reorchestreze un album Best of Victor Socaciu. Pentru acest lucru Victor Solomon înființează proiectul folk Biroul Executiv, un band de 3 membrii ce are ca scop acompaniamentul marelui folkist în concerte. În 2008 apare și albumul “În fiecare zi” tot alături de Victor Socaciu și concertează alături de acesta într-o ediție specială a CENACLULUI FLACĂRA găzduită de Adrian Paunescu la Casa de cultură a studenților ( Preoteasa ), București.
În perioada 2004 - 2009 colaborările pentru albume dar și pentru evenimentele live se dovedesc a fi extrem de numeroase. A mai imprimat cu chitara pentru: Cristina Rus, Paula Seling, Dinu Olarasu, formația Activ, TNT, Costi Ionita, Parazitii, Cheloo, Nick( N&D), Montuga, Delia Matache, Akcent, Sistem, Taxi, Mandinga, Unu, Ovidiu Komornyik, Angela Similea.
In 2008 este invitat să concerteze într-un recital-surpriza alături de Ion Mihalache și Ovidiu Lipan Țăndărică la Galele Invincibilii ( meci de box Adrian Diaconu- Chris Henry ). Tot in 2008 Damian Drăghici, unul din putinii artiști romani premiat cu Grammy, dacă nu cumva singurul, îl invită sa interpreteze alături de el în megaproducția DAMIAN DRAGHICI & Brothers în Concert la ARENELE ROMANE. Producția a fost și imprimată, pe viitor prefigurându-se un album din concert.
Toamna lui 2008 îl găsește lucrând în studio alături de Cheloo (Parazitii) la un proiect muzical destinat coloanei sonore a unui film. Tot în aceeași perioadă începe și lucrul la materialul celui de-al doilea album Bandidos.
Anul 2009 este anul în care revine la o mai veche pasiune: televiziunea. Alături de Dan Cojocaru, Doru Ionescu și actorul Marius Bodochi, Victor Solomon își aduce aportul cultural pe postul național de televiziune TVR2 în cadrul emisiunii Timpul Chitarelor, prezentând sau interpretând la chitară atât în manieră “solo”, cât și alături de invitați și trupa Bandidos. Emisiunea se bucură de o foarte buna audiență, în prezent echipa pregătindu-se să înceapă filmările pentru cel de-al treilea sezon.